# FIFA Street (jeu vidéo, 2005)
 (juillet 2017).
Si vous disposez d'ouvrages ou d'articles de référence ou si vous connaissez des sites web de qualité traitant du thème abordé ici, merci de compléter l'article en donnant les références utiles à sa vérifiabilité et en les liant à la section « Notes et références ».
FIFA Street est un jeu vidéo sorti en 2005 basé sur le football de rue et le foot freestyle, donc avec des gestes du football technique.
Adapté sur PC et consoles, le premier volet de ce jeu est sorti en 2005 avec en star principale le joueur de football brésilien Ronaldinho.
Les commentaires sont signés Kool Shen.